# 交通信号機

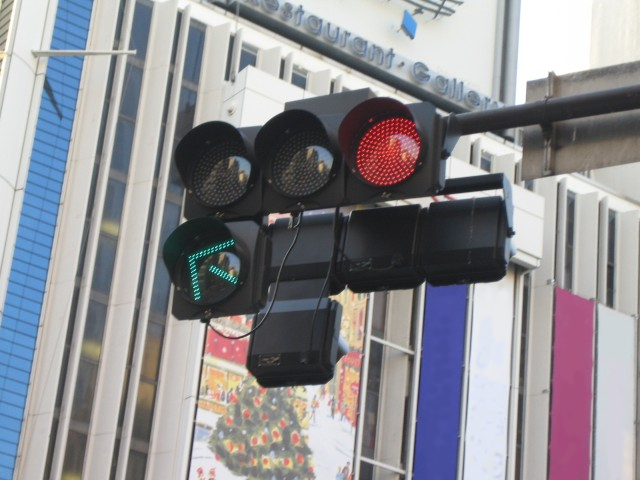
日本の信号機の一例（LED式）。日本の自動車は左側通行で、赤信号は横型では右側にある。

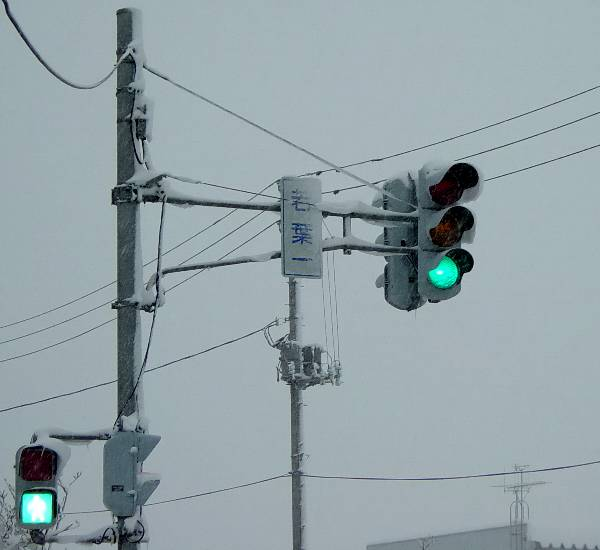
縦型の日本の信号機（新潟県小千谷市）上から順に赤・黄（自動車用のみ）・青。

交通信号機（こうつうしんごうき）とは、道路における交通の安全の確保、もしくは交通の流れを円滑にするために、進行許可・停止指示などの信号を示す装置である。

## 概要
道路の交差点などで、自動車や自転車、歩行者の通行の優先権を伝えるための装置で、道路交通の安全を図りつつ、自動車を円滑に走行させることを目的に設置される道路の付属施設である。交通事故の危険性が予測される交差点は優先道路や一時停止などの規制を実施するが、多量な交通需要は交通信号を設置し、交互に通行権を割り振ることで積極的に交通を処理し、交通流の安定、排気ガスや騒音など交通公害の低減、交通環境の改善、などを見込む。
識別は世界で共通して緑（青）・黄・赤の三色を用いる。世界のほぼすべての国で、赤が止まれ、青が前に進んでも良いをあらわす。世界的に統一された基準として道路標識及び信号に関するウィーン条約が存在するが、日本やアメリカ合衆国などは批准せずに独自に定めている。
内部に光源が収められて灯火を行う信号本体の装置を灯器と称する。

## 灯色について
国別で信号機の灯色の表現が異なる。
| 日本における呼称 | 青    | 黄     | 赤  |
| ---------------- | ----- | ------ | --- |
| 中国             | 緑    | 黄     | 紅  |
| アメリカ         | green | yellow | red |
| イギリス         | green | amber  | red |

日本の法令は、進行許可の「緑」を「青」としている。緑なのに青と呼ばれる理由は諸説あるが導入当初（昭和初期）の日本人に青と緑の区別が希薄だったからといわれる。
本項目は日本の法令に関して記述し、誤解のおそれが無い場合は「青」と記述する。

## 信号機の配列・意味・点灯パターン
| ウィーン条約で定められている信号機の点灯パターン（左側のみ動くSVGアニメ（英語版）） |  | ウィーン条約で定められている信号機の点灯パターン（左側のみ動くSVGアニメ（英語版）） |
| ウィーン条約で定められている信号機の点灯パターン（左側のみ動くSVGアニメ）           |  |                                                                                     |

### 国際ルール
道路標識及び信号に関するウィーン条約（日本は批准していない）で信号機に関する国際的基準が示されている。

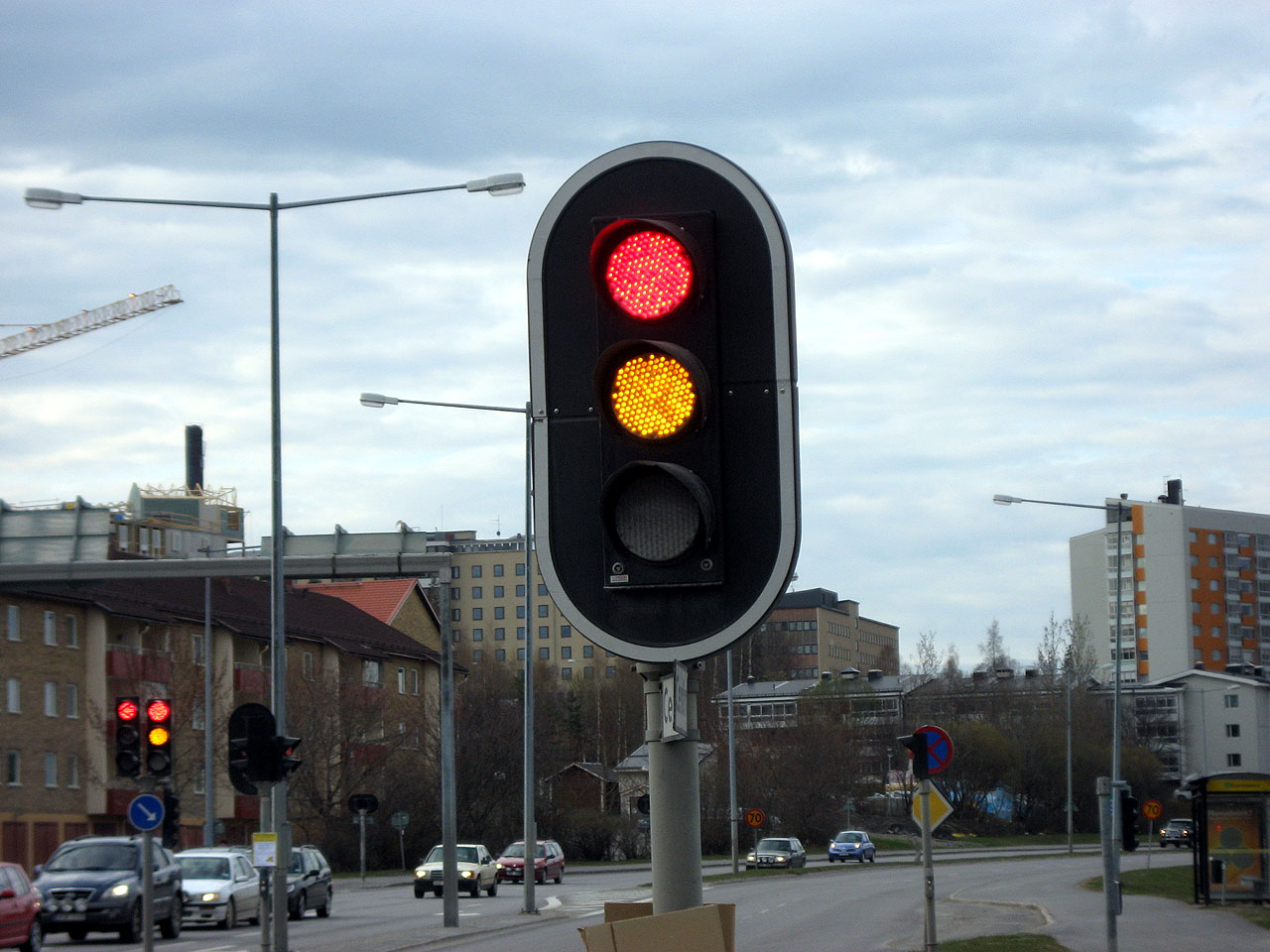
赤・黄が同時に点灯する信号機の例（スウェーデン）
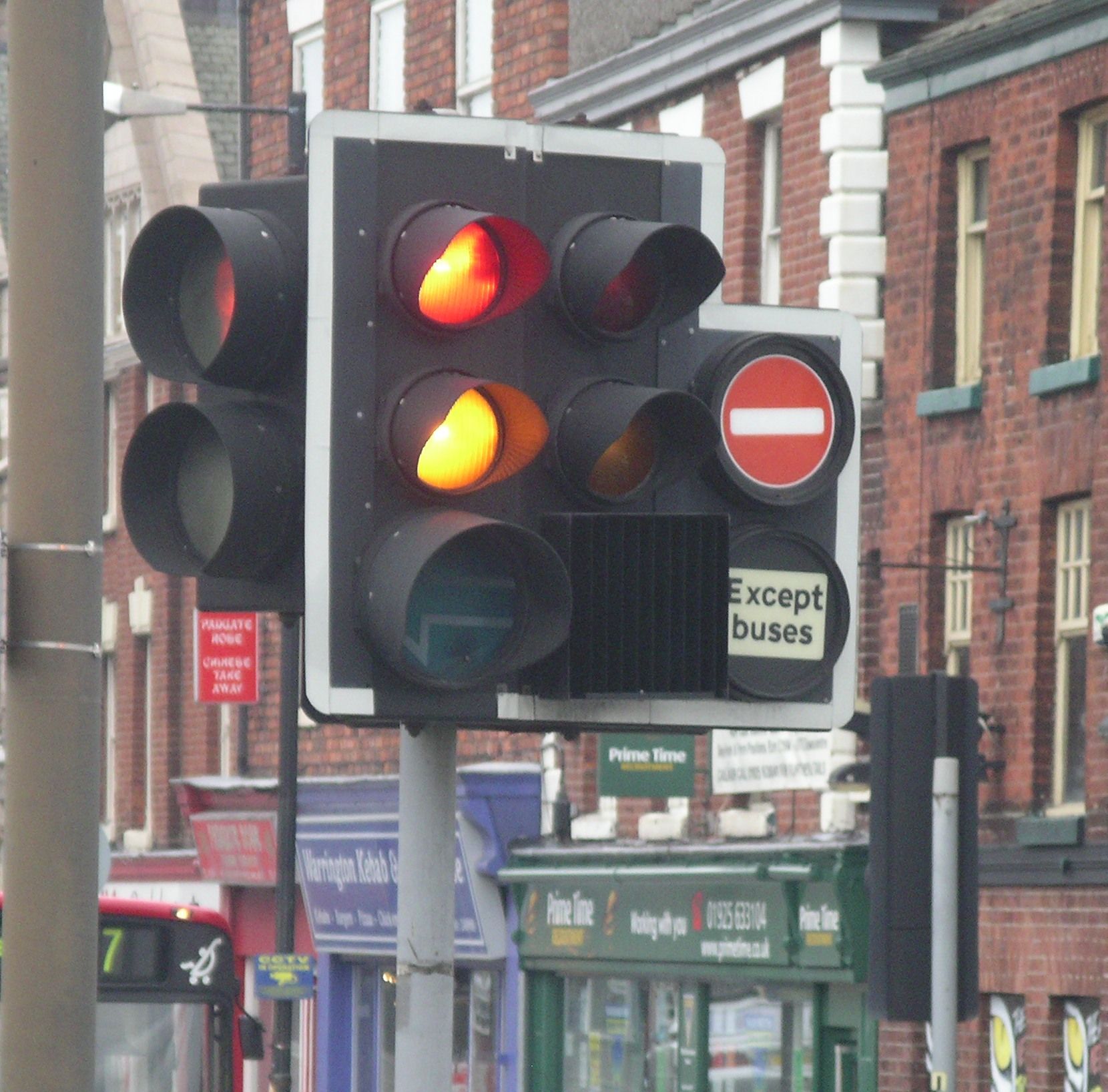
赤・黄が同時に点灯している信号機の例（イギリス）

### アメリカ
赤信号は安全を確認して右折が許容されているが、「NO TURN ON RED」（赤信号で右折禁止）の標識が設置されている場合は赤信号時の右折が不可であり、赤信号時の右折が全く認められない地域も存在する。
青矢印信号と赤信号の間に黄矢印信号が設けることもある。

### その他の国

上：オランダ、下：ベルギー

イスラエル、オーストリア、エストニア、カンボジア、ラトビア、メキシコの一部、トルコ、ロシア、EUのいくつかの地域では緑信号から黄信号の間に青点滅を挿入している。青点滅の挿入は高速度で進入する車両に対する安全性を向上するのに有効である。日本以外でも、歩行者用信号での青点滅がベルギー、フィンランド、オーストリア、イギリス、オランダ、ハンガリー、ノルウェー、スペイン、ポーランド、スウェーデン、中国、メキシコで導入されている。中国の一部地域では水平線が1本ずつ減ることで残り時間を示す歩行者用信号が設置されている。

## 設置基準

### アメリカ
アメリカ合衆国での信号機の設置基準として、『MUTCD2000』で以下の7つの項目があり、その内1つでも条件を満たす場合に信号機が設置できるとされている。
- 平均的な週日の任意の8時間交通量
- 平均的な週日の任意の4時間交通量
- ピーク時間交通量が一定以上（大規模商業施設で一定の短時間で交通が集中する場合を想定）
- 歩行者交通量
- 通学横断歩道
- 系統化信号システム
- 交通事故件数
- 道路ネットワーク

## 制御システム

### 概要
交差点で交通流に対して同時に与えられる通行権またはその通行権が割り当てられている状態を、信号現示（現示）と言う。
信号交差点の制御対象範囲で3種類に分類される。
- 地点制御（点制御）：交差点ごとに単独で制御する方式。
- 系統制御（線制御）：連続して設置されている信号機を互いに制御する方式。車両の停止を減らし、交通の安全と円滑を図る。
- 地域制御（面制御）：面的に広がる道路網に設けられた多数の信号機を一括して制御する方式。

信号現示を切り替える条件で2種類に分類される。
- 定周期制御：予め定められた現示構成、サイクル長、スプリット、オフセット（後述）によって制御する方式。
- 交通感応制御：車両や歩行者などのセンサ情報によって制御する方式。

変数は以下の3種類である。
- サイクル長：信号表示が一巡する時間
- スプリット：各現示に割り当てられる時間または割合
- オフセット：隣接する交差点どうしで系統制御するために、系統方向の各交差点における青の開始時間の差

ドイツでは「オフセット」設定は、1926年にベルリンのライプツィヒ通りで「緑の波」として導入された。

### イギリス
イギリスTRL(Transport Research Laboratory)が開発した「SCOOT」（Split Cycle Offset Optimization Technique）が、英国および国外の200以上の都市で運用されている。停止線上流に設置された感知器で感知された車両は、一定の走行速度で停止線に至ると仮定し、車両の到着時間や渋滞長を推定して信号制御の変数を調整する。

### オーストラリア
オーストラリアニューサウスウェールズ州RTA(Roads & Traffic Authority)で開発された「SCATS」（Sydney Coordinated Adaptive Traffic System）が80以上の都市で運用されている。停止線の直近にループ式車両感知器を設置して交通流を読み取り、サイクル長やスプリットのパターンを選択している。

## 信号機の用途別分類

### 車両用信号
歩行者用信号が存在しない場合は、歩行者もこの信号機に従わなくてはならないが、便宜上「車両用信号」として扱う。
車両用は横型と縦型があり、日本では横型が主流となっている。縦型は横型に比べて雪の付着が少ないために積雪地で多く用いられ、視認性に優れるために狭隘地点や路地、陸橋、側道などに見られる。
台湾や韓国も横型が多用され、欧米や中国は環境を問わず縦型が多用される。
日本
アメリカ
アメリカの車両用信号は赤、黄、青、青矢印、黄矢印に追加して赤矢印も使用される。黄矢印は青矢印から赤矢印になる間に挟まれる。
レンズのサイズは8インチまたは12インチが基本である。舗装面から25.6フィート以上の高さに設置するよう定められている。

### 自転車用信号
多くのヨーロッパの国では自転車用信号が採用され、自動車と自転車で動線が交錯しないようなされている。
日本
イギリス
イギリスでは車両用灯器の黄・青の部分に自転車のピクトグラムを用いたものが採用されている。横断歩道と自転車横断帯を併設した信号である「Toucan Crossing」場合、赤・青の2色の信号に歩行者と自転車のピクトグラムが用いられている。

### 歩行者用信号
日本
ドイツ
ドイツでは1933年にコペンハーゲンで初めて導入されたが、この当時は自動車用信号機を小さくして緑と赤の灯火を設けたものだった。その後、アメリカにならって「Warten」（待て）と「Gehen」（進め）の文字が光るタイプが取り入れられた。1961年に東ドイツで歩行者用信号機の図柄に交通心理学者のカール・ペルラウが考案した「アンペルマン」が導入される。東西ドイツの統一直後は旧東ドイツでも西ドイツで既に導入が進んでいた図柄に変更される予定であったが、デザイナーのマルコス・ハックハウゼンの運動により変更は中止となった。
台湾

### 路面電車用信号
日本

## 歴史

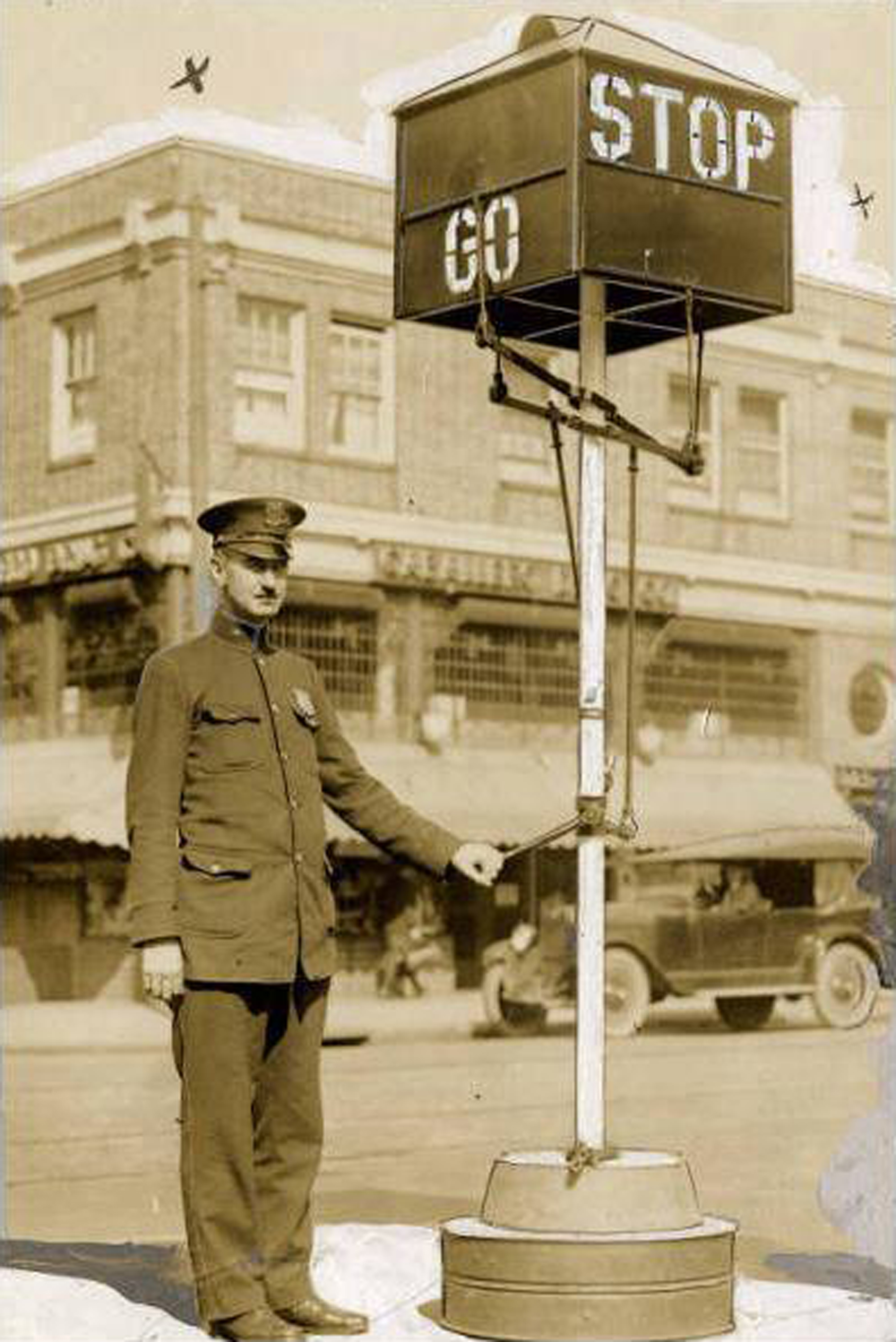
1922年、アメリカ合衆国フィラデルフィアにあった手動式の交通信号

灯火方式による世界初の信号機は、1868年、ロンドン市内のウエストミンスターに設置された信号機である。これは光源にガスを使い、緑色と赤色を手動で表示するものであった。この信号は馬車の交通整理のために置かれたが、起動から3週間後に爆発事故を起こし、撤去されている。1914年8月8日、オハイオ州クリーブランドに世界初の電気式信号機が設置された。1918年に黄色が加えられた3色灯式信号機がニューヨークで初めて設置された。
日本

## 符号位置
| 記号 | Unicode | JIS X 0213 | 文字参照            | 名称                     |
| ---- | ------- | ---------- | ------------------- | ------------------------ |
| 🚥   | U+1F6A5 | -          | &#x1F6A5; &#128677; | HORIZONTAL TRAFFIC LIGHT |
| 🚦   | U+1F6A6 | -          | &#x1F6A6; &#128678; | VERTICAL TRAFFIC LIGHT   |

## ルール
- 交通整理 ‐ 電柱への事故などで信号が止まった場合、警察による手信号で誘導が行われる[32]。
- 赤信号での右左折
- 道路交通法（119条信号無視）
- バリアフリー - さまざまなバリアフリー対策が行われている。ドイツでは、障碍者など向けに聴覚・触覚・視覚のうち2感でわかるようにするルールZwei-Sinne-Prinzip（ドイツ語版）がある。

## ギャラリー

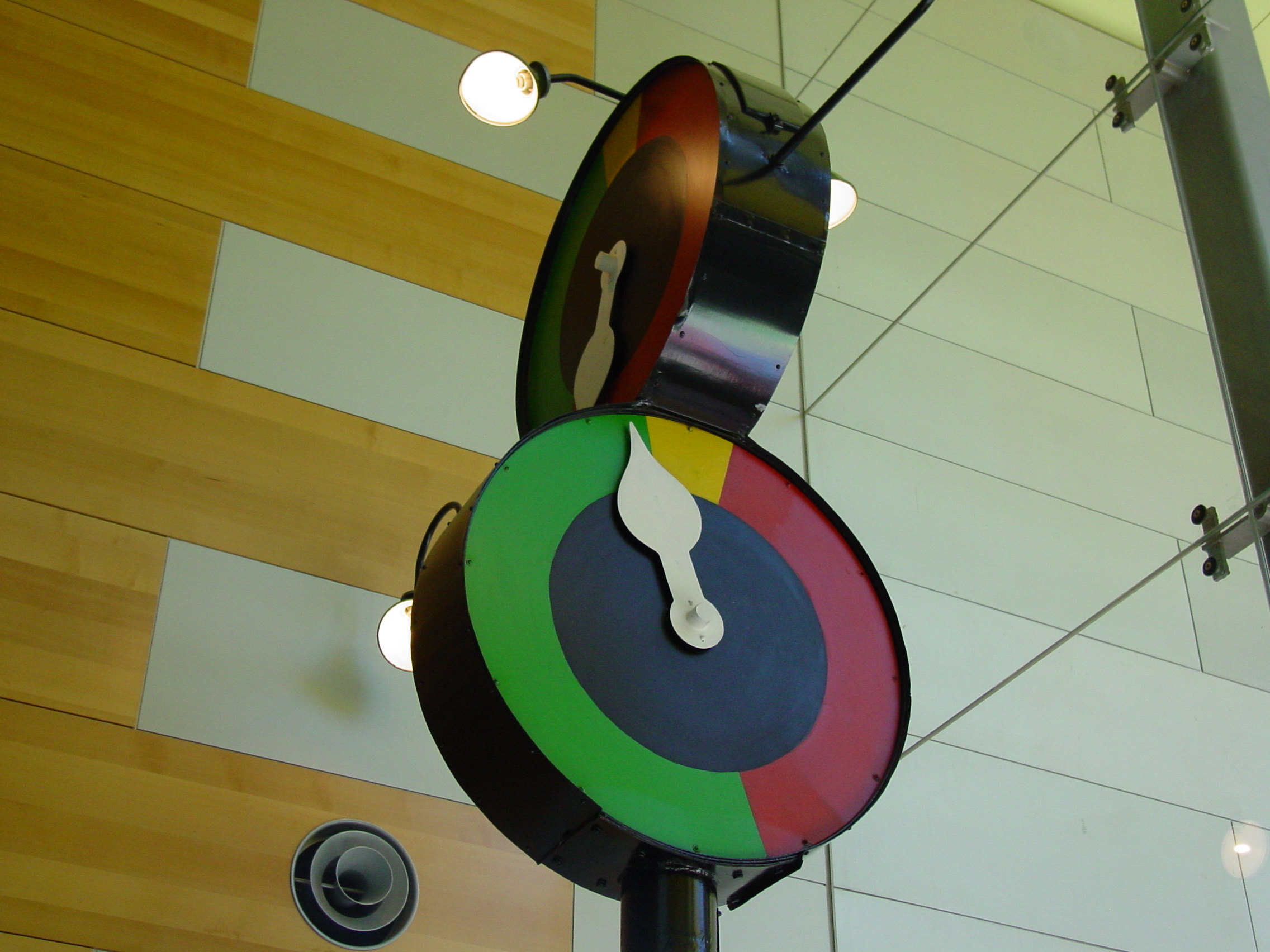
メルボルン博物館（英語版）に展示されている時間が視覚的に認知しやすいMarshalite（英語版）
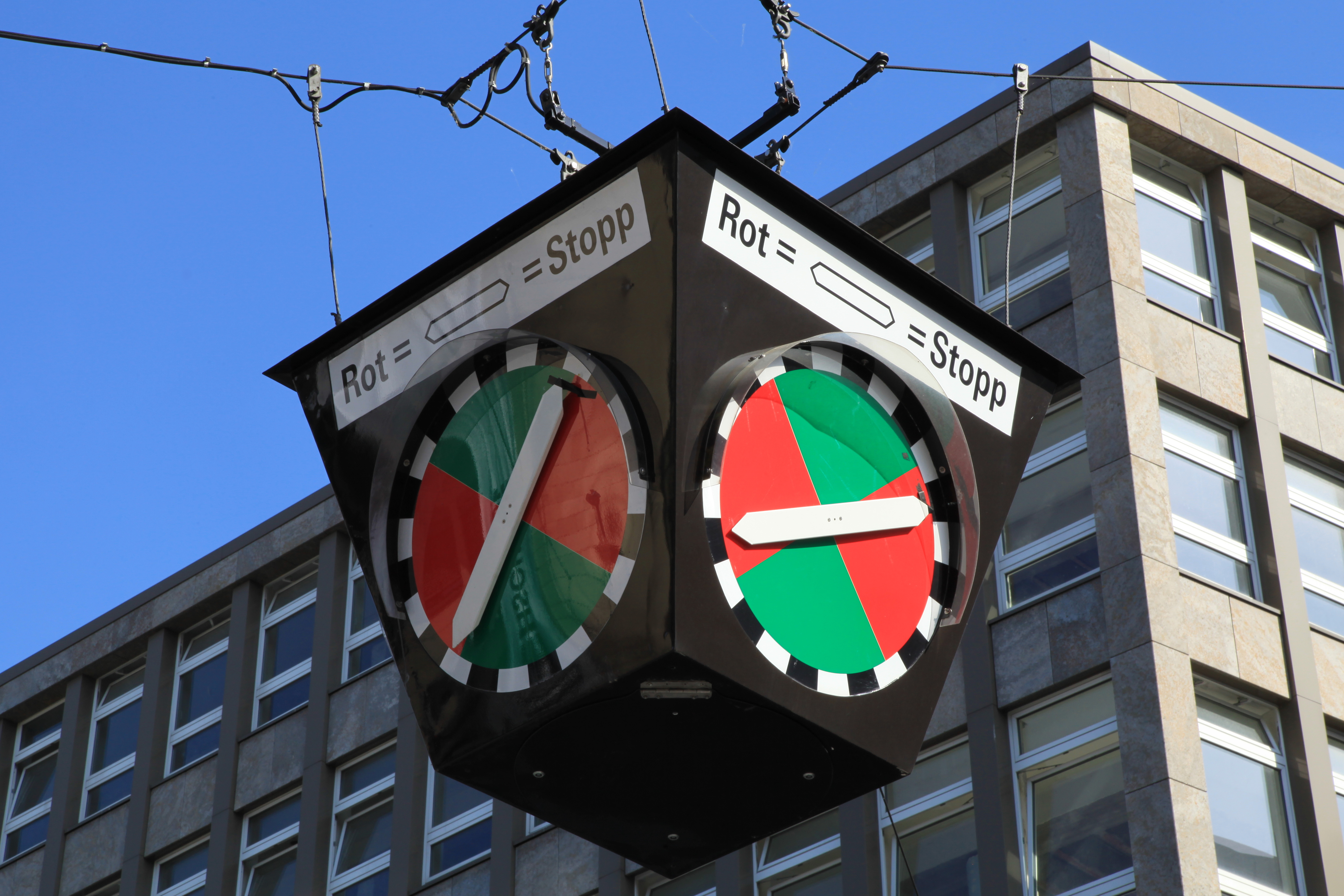
ドイツの都市ボーフムにあるHeuer-Ampel
アメリカ合衆国の歩道信号機(gifアニメ)
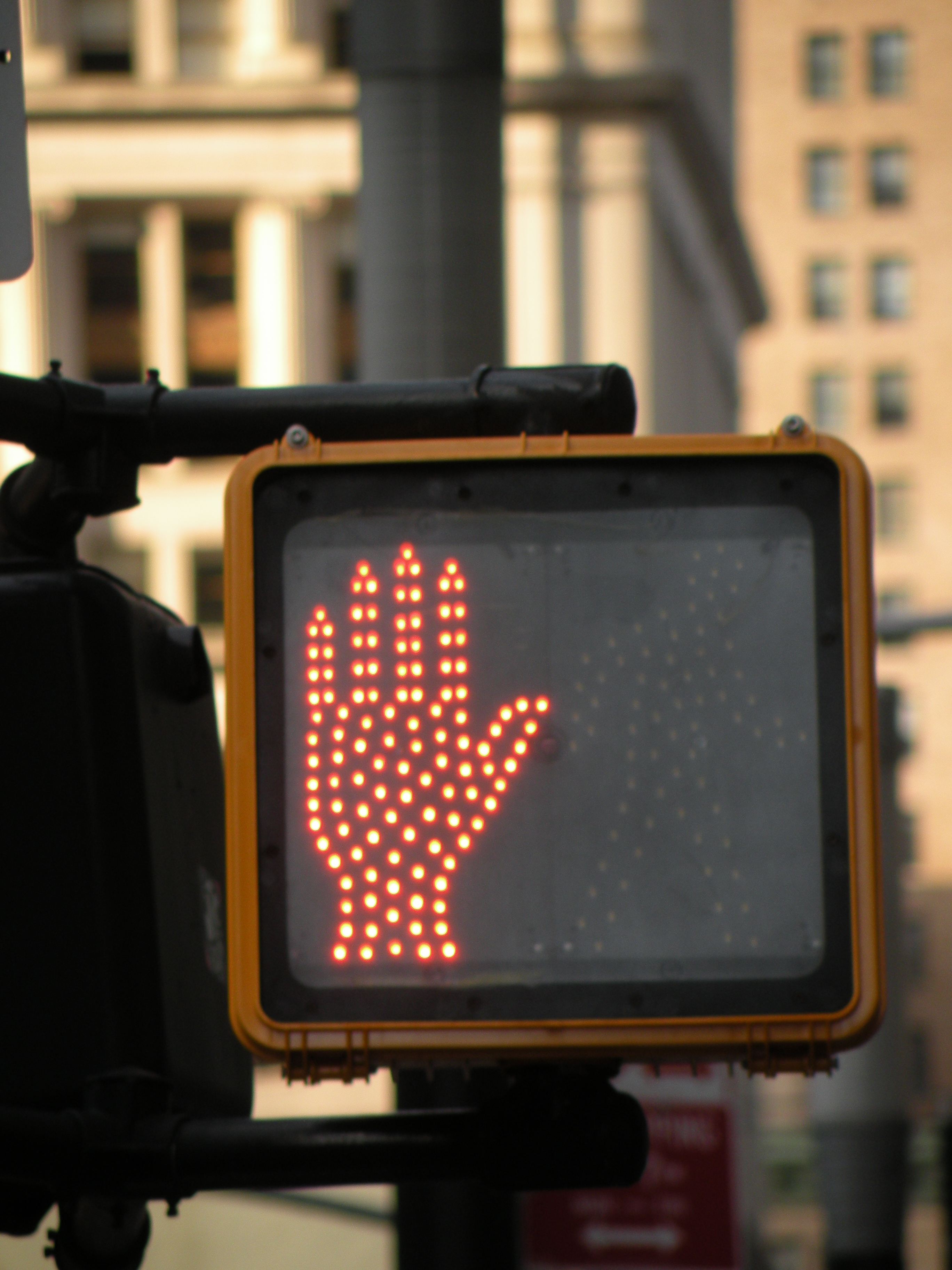
ニューヨークの歩道信号機
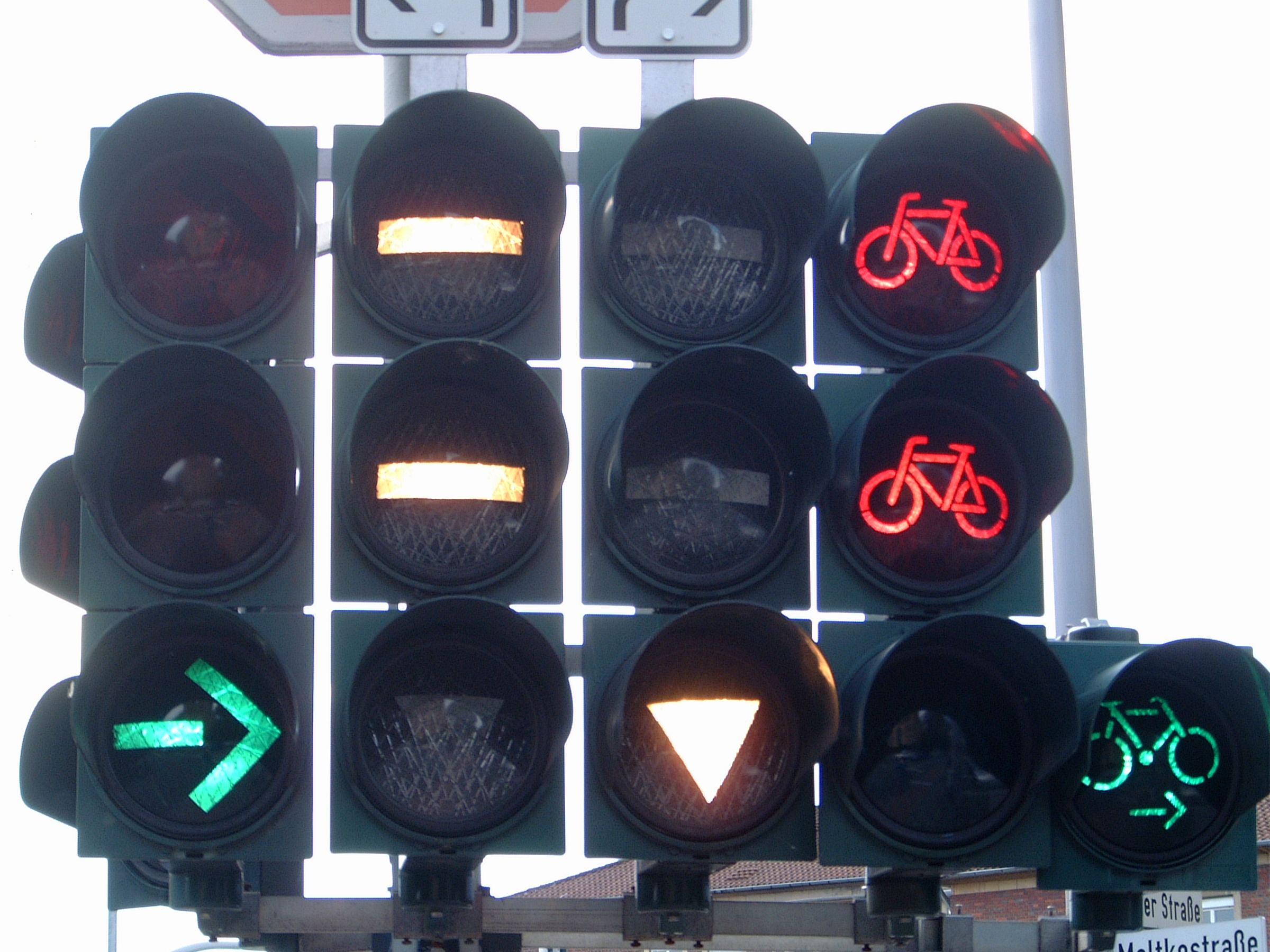
ドイツ
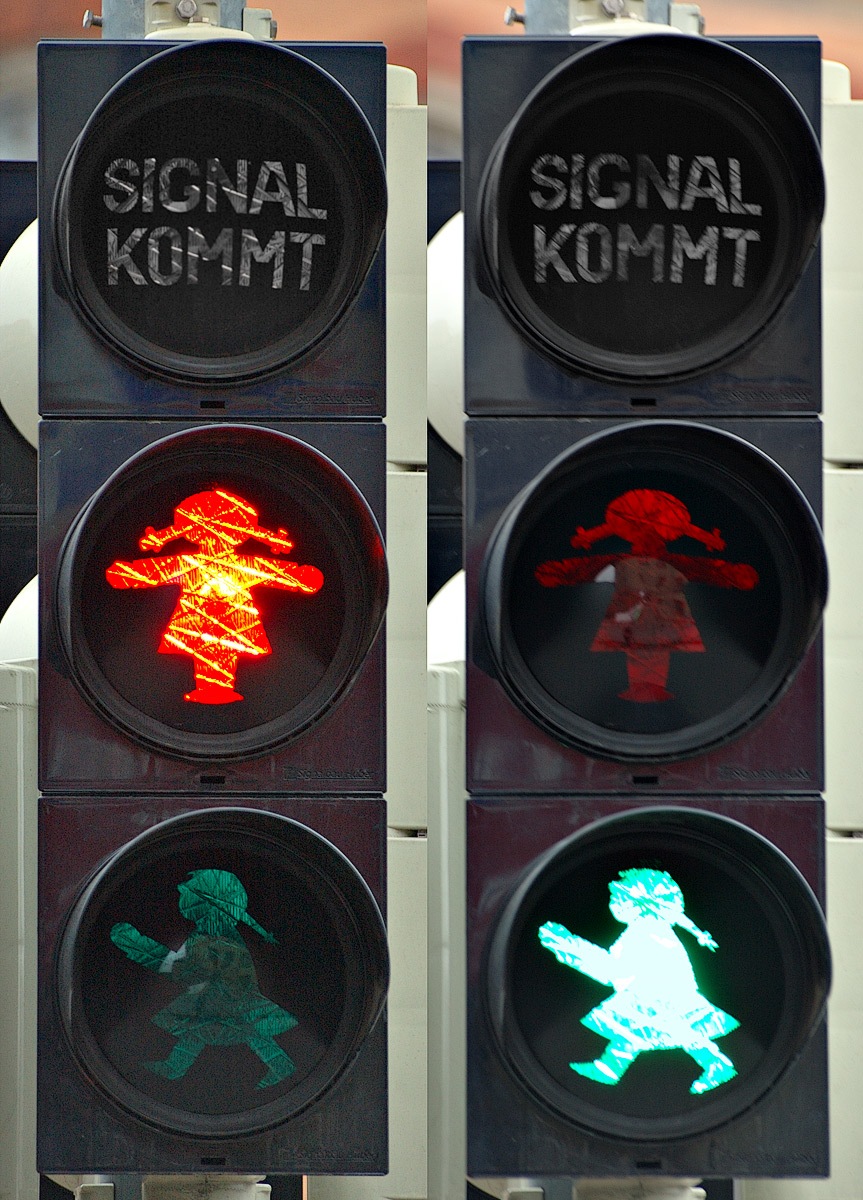
ドイツの歩道信号機。信号内の人型はアンペルマン、女性の場合はアンペルフラウと呼ばれる。
レーンコントロールライト（英語版）
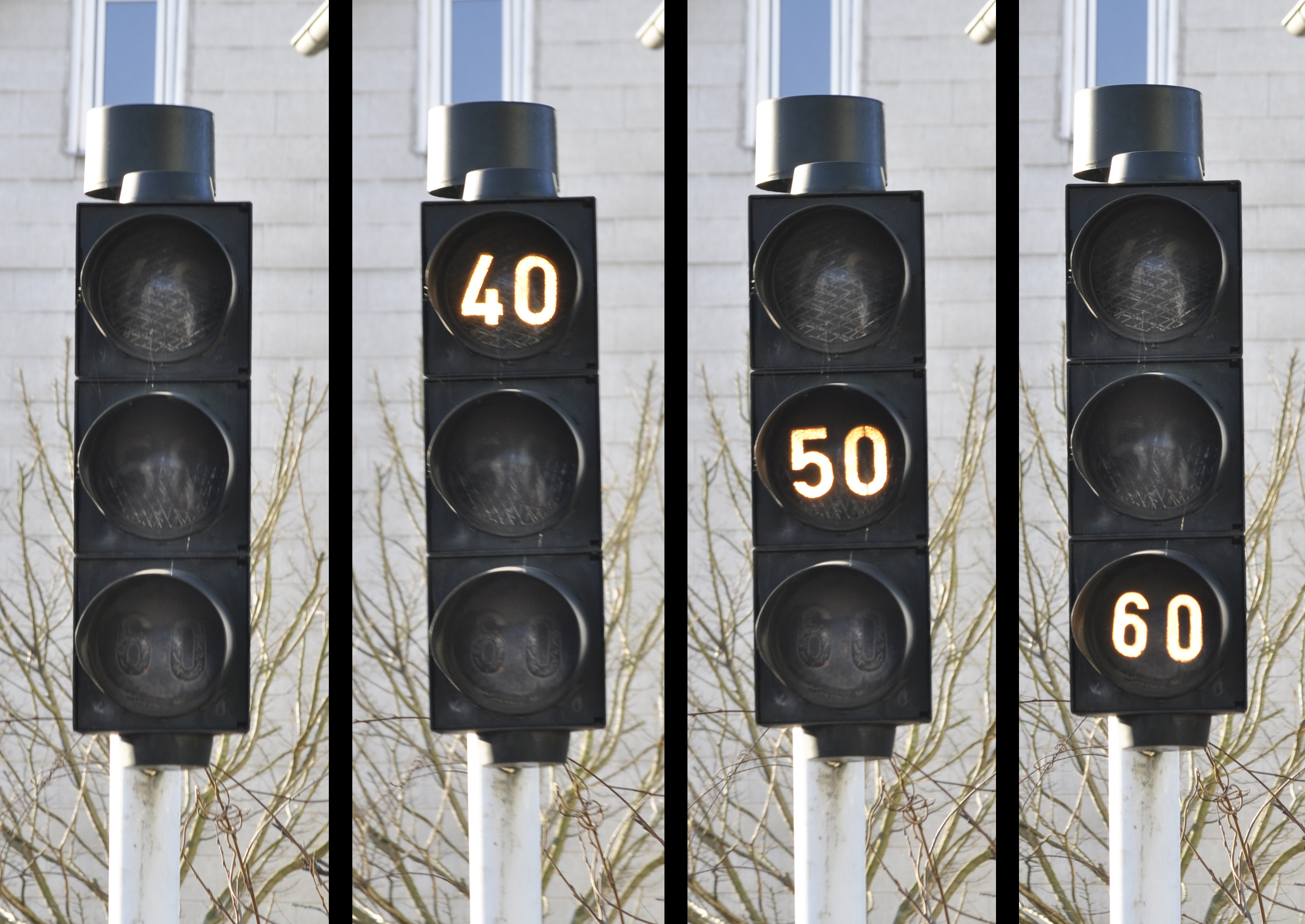
ドイツ、ゲッティンゲンの速度標識
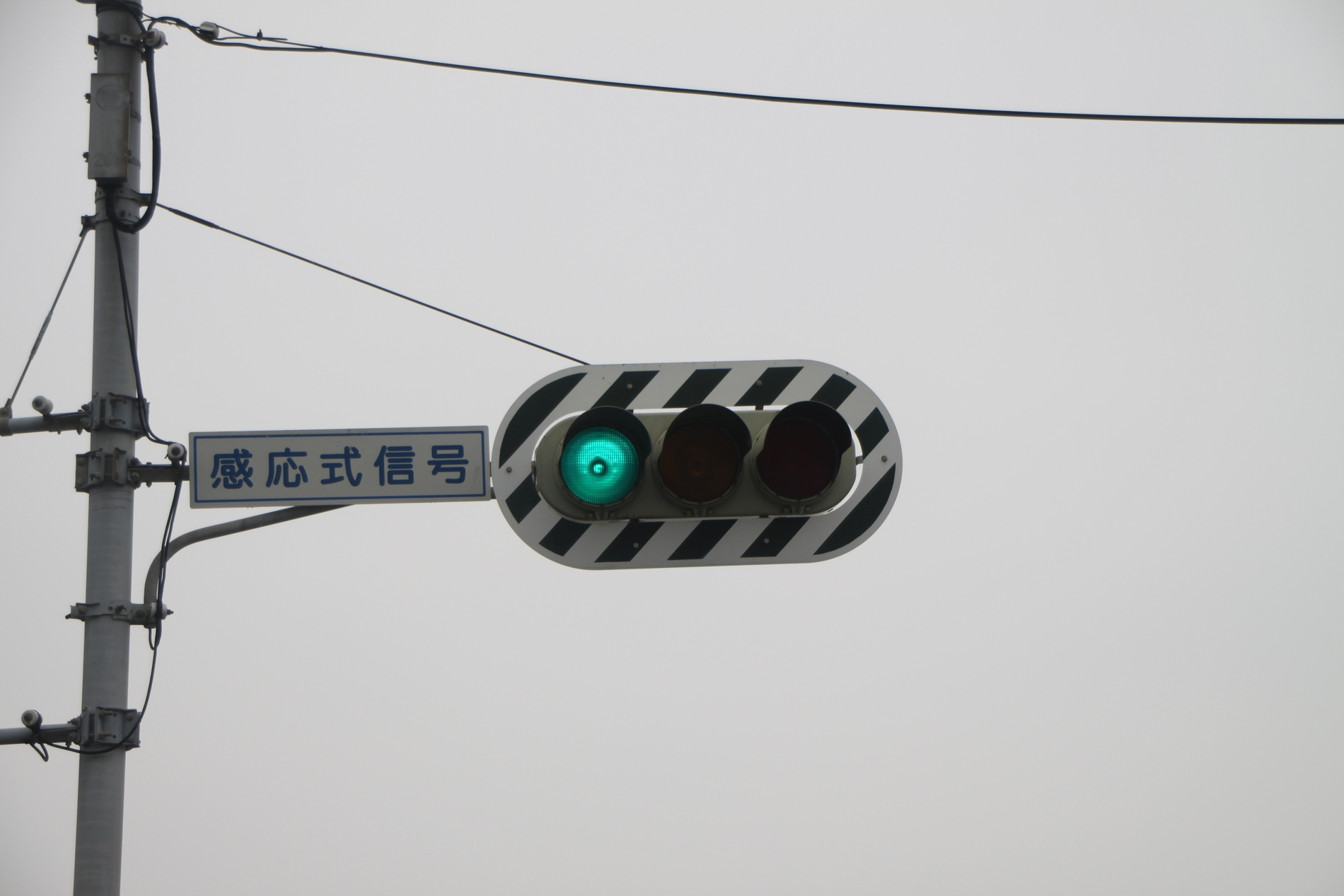
日本にある信号灯背面板付きの信号機